# Chlorotettix protensus
Chlorotettix protensus är en insektsart som beskrevs av Rauno E. Linnavuori 1959. Chlorotettix protensus ingår i släktet Chlorotettix och familjen dvärgstritar. Inga underarter finns listade i Catalogue of Life.